# Lucy-le-Bois
Lucy-le-Bois település Franciaországban, Yonne megyében. Lakosainak száma 322 fő (2022. január 1.). Lucy-le-Bois Annay-la-Côte, Étaule, Joux-la-Ville, Précy-le-Sec és Thory községekkel határos.

## Népesség
A település népességének változása:
| Lakosok száma | 293  | 300  | 319  | 298  | 293  | 289  | 300  | 311  | 322  |
|               | 2013 | 2015 | 2016 | 2017 | 2018 | 2019 | 2020 | 2021 | 2022 |